# Andrea Tabanelli
Andrea Tabanelli (Perugia, 16 aprile 1961 – Courmayeur, 27 ottobre 2020) è stato un giocatore di curling italiano, skip (caposquadra) della nazionale italiana di Curling in carrozzina.

## Biografia
Andrea Tabanelli risiedeva a Courmayeur (Aosta), era coniugato ed esercitava la professione di commercialista.

## Carriera
A Vancouver 2010 Tabanelli è lo skip della nazionale di Curling in carrozzina che sfiora l'impresa di qualificazione alle semifinale perdendo lo spareggio con la Svezia all'ultima stone. Emozionante la qualificazione della nazionale italiana nell'ultima partita del round robin contro la fortissima squadra canadese, con lo skip azzurro che, con l'ultima stone, boccia quella avversaria, posizionata nel bottone, e manda a punto per l'8-7 finale il team italiano.

## Palmarès
Giochi paralimpici
- Vancouver 2010: 5º posto

Mondiali
- Glasgow 2007: 9º posto